# 94 Pułk Piechoty Liniowej (Francja)

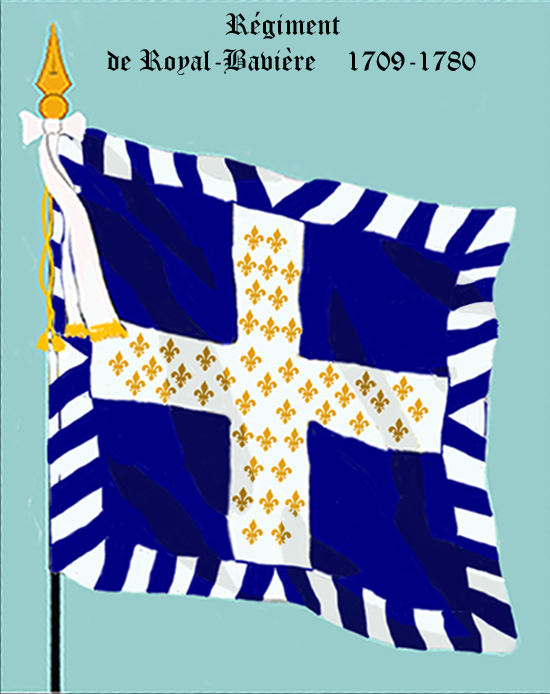
Sztandar Régiment Royal-Bavière

94 Pułk Piechoty Liniowej Wielkiej Armii – jeden z francuskich pułków piechoty okresu wojen napoleońskich. Wchodził w skład Wielkiej Armii Cesarstwa Francuskiego.
Rodowód pułku sięgał 1709, kiedy to powstał niemiecki pułk na służbie francuskiej: Régiment Royal-Bavière, w 1780 przekształcony w Régiment Royal-Hesse-Darmstadt, zaś ten w 1791 przekształcony właśnie w 94 Pułk Piechoty Liniowej.

## Działania zbrojne
- 1792: Valmy
- 1800: Marengo
- 1805: Austerlitz
- 1807: Frydland